# 长尾谦杜
长尾谦杜（日语：／ Nagao Kento；2002年8月15日—），日本演員、偶像，傑尼斯事務所旗下男子偶像團體「浪花男子」成员，出身于大阪府。

## 演出作品

### 電視劇
- 我的裙子、去哪了?（2019年4月20日 - 6月22日，日本電視台）——飾：若林優馬
- 年下彼氏 第7話「男らしいところあるじゃん」（2020年5月3日，朝日放送） － 山村旭 [3]
- 型男高中（2020年10月7日 - 12月24日，東京電視台）——飾：花井衛
- 隔壁的阿力（2022年1月20日 - 3月31日，朝日電視台）——飾：柏木託也
- 父女變變變（2022年7月27日（26日深夜） - 9月14日（13日深夜），TBS）——飾：大杉健太
- 獻給國王的無名指（2023年4月18日 - 6月20日，TBS）——飾：羽田陸
- NHK大河劇 怎麼辦家康 第16回 （2023年4月30日，NHK）——飾：久松源三郎勝俊

### 電影
- 关西杰尼斯Jr.之搞笑明星诞生（2017年8月26日，松竹）——饰：稲毛潤（少年时代）
- 借來的100天（2022年2月11日，亞馬遜製作的日本電影）——饰：小白／小林真（主演）
- 岸邊露伴在羅浮（2023年5月26日，Asmik Ace）——飾：岸邊露伴（青年期）
- 室町無賴（2025年1月17日）——飾：才蔵
- おいしくて泣くとき（日语：おいしくて泣くとき）（2025年4月4日）——飾：風間心也（主演）
- 俺ではない炎上（2025年9月26日）——飾：青江
- 恋に至る病（日语：恋に至る病）（2025年10月4日）——飾：宮嶺望（主演）

### 電視節目
- Jr.選抜!標への道（2018年7月2日・9日・11日・16日，日本電視台） [4]
  - 「いて座のA型BOY」（飾 謙杜）
  - 「おうし座のО型BOY」（飾 星座之神）
- 痛快TVスカッとジャパン「主婦が体験した予想外の神対応」（2020年3月2日，富士電視台） ——飾：店員[5]

### 演唱會
無記載作為なにわ男子成員出演之演唱會
- 関西ジャニーズJr. 『春休みスペシャルshow 2015』（2015年3月21日 - 31日，大阪松竹座）[6]
- 関西ジャニーズJr. 『X'mas Show2015』（2015年11月29日 - 12月25日，大阪松竹座）[7]
- 関西ジャニーズJr. 『春休みスペシャルshow 2016』（2016年3月31日 - 4月11日，大阪松竹座）[8]
- 関西ジャニーズJr. 『X'mas Show 2016』（2016年11月30日 - 12月25日，大阪松竹座）[9]
- 関西ジャニーズJr. 『X'mas SHOW 2017』（2017年12月1日 - 25日，大阪松竹座）[10]
- 関西ジャニーズJr. Concert 2018 〜Happy New ワン Year〜（2018年1月3日・4日，大阪城展演廳）[11]
- 関西ジャニーズJr. 『春休みスペシャルShow 2018』（2018年3月1日 - 24日，大阪松竹座）[12]

### 舞台劇
無記載作為なにわ男子成員出演之舞台劇
- 少年たち 世界の夢が…戦争を知らない子供たち（2015年8月2日 - 26日，大阪松竹座）[13]
- ANOTHER & Summer Show（2016年8月2日 - 26日，大阪松竹座）[14]
- JOHNNYS' Future WORLD（2016年10月8日 - 25日，梅田芸術劇場）[15]
- 少年たち 南の島に雪は降る（2017年8月2日 - 27日，大阪松竹座）[16]
- ちびっ子お笑い七変化 少年KABUKI（2018年5月4日 - 6日，国立文楽劇場小ホール[17][18]） - 主演（與道枝駿佑初擔任座長）[19]
- 明日を駆ける少年たち（2018年8月4日 - 30日，大阪松竹座）[20]
- 青木さん家の奧さん（2021年1月8日 - 24日 / 2月17日 - 28日，東京環球劇場 / サンケイホールブリーゼ）- 主演